# جيوفاني فيديريكو
جيوفاني فيديريكو (بالألمانية: Giovanni Federico)‏ مواليد 4 أكتوبر 1980 في هاغن هو لاعب كرة قدم إنجليزي-إيطالي في مركز لاعب وسط.

## المسيرة
مسيرته الاحترافية:
- بدأ المسيرة الاحترافية في الدوري الألماني مع نادي بوخوم الثاني عام 1999 إلى 2000 بعمر 19 سنه ثم في العام التالي انتقل إلى الفريق الأول ولكن لم يلعب معهم في أي مباراة خلال الموسم ثم أنتقل إلى نادي كولن الثاني من عام 2000 إلى 2002 لعب 131 مباراة وسجل 79 هدف ثم أستدعي للفريق الأول واكمل إلى عام 2005 ولعب 19 مباراة

- في عام 2005 أنتقل لنادي كارلسروه ولعب 64 وسجل 33 هدف

- في عام 2007 أنتقل إلى بوروسيا دورتموند ولعب معهم موسم واحد 34 مباراه وسجل 4 أهداف وأكمل مع الفريق الثاني حتى 2009 ثم عاد إلى كارلسروه كإعارة وأنتقل إلى أرمينيا بيليفيلد في نفس العامفي عام 2010 أنتقل إلى نادي بوخوم ولعب 57 مباراة وسجل 11 هدف ثم أنتقل لنادي في عام 2012 Viktoria Köln لموسم واحد

- في عام 2014 أنتقل لنادي TuS Ennepetal لمدة موسمين ولعب 59 مباراة وسجل 8 أهداف وبعدها أنتقل إلى SSV Hagen في عام 2016 ومستمر معهم حتى الآن

## روابط خارجية
- جيوفاني فيديريكو على موقع قاعدة بيانات كرة القدم.إي يو (الإنجليزية)
- جيوفاني فيديريكو على موقع بيانات كرة القدم. دي إي (الألمانية)
- جيوفاني فيديريكو على موقع Soccerway.com (الإنجليزية)
- جيوفاني فيديريكو على موقع عالم كرة القدم.نت (الإنجليزية)